# 8時だョ!出発進行
『8時だョ!出発進行』（はちじだョ しゅっぱつしんこう）は、1971年4月3日から同年9月25日までTBS系列局（一部の系列局を除く）で放送されたバラエティ番組。放送時間は毎週土曜 20:00 - 20:56（JST）。

## 概要
- 出演者は、ハナ肇とクレージーキャッツほか。
- 番組内容は地方公会堂のステージを舞台とした公開生放送で『8時だョ!全員集合』に類似したものだった。
- 最高視聴率は38%・平均視聴率は15%。
- 番組構成は田村隆・福地美穂子など全員集合から継続して担当したスタッフや、岩城未知男のように本来コント55号の座付きであったスタッフなどが参加した。田村はクレージー物を手掛けていたが、他の多くの作家はクレージー物には馴染みが無かった。
- 製作はTBSと渡辺プロダクション。
- 番組の保存についてはハナ肇が個人的にビデオテープで録画して保存・所有していた一部の回のみが確認されており、他の回は現存していない。
- 1998年の大晦日に放送された年末特番『テレビのちから』の1コーナーである「とっておき映像永久保存版 20世紀名番組ベスト200」と、ハナがゲスト出演した『テレビ探偵団』の中でこの番組の映像が放送されていた。
- タイトルロゴは『8時だョ!全員集合』（第2期）と同系統のデザインである。
- 2010年11月3日に発売されたDVD-BOX『植木等スーダラBOX』で、ハナ肇所有の映像が初めて商品化された。
- 放送されていた時期が丁度『帰ってきたウルトラマン』の放送時だったこともあり、コントでウルトラマンジャックと怪獣達が共演している。

## 放送に到った経緯
『8時だョ!全員集合』に出演していたザ・ドリフターズが、日本テレビ系の『日曜日だョ!ドリフターズ!!』に出演するために半年間番組を休止しなければならなくなった事態を受け、その間つなぎ番組として制作・放映されたということが挙げられている。これはTBSの方針ではなく、クレージーキャッツ・ドリフターズ双方が所属する事務所・渡辺プロの意向によるものであったとされている。日本テレビが強力にドリフのブッキングを渡辺プロに要求したこと、そして渡辺プロ側もクレージーキャッツをグループとしてもう一度位置付け、ドリフターズと二枚看板（正確には当時活動中であったザ・ピーナッツと合わせた三枚看板）としたかった事が背景にあったからである。渡辺プロも当時の社長渡辺晋が直接TBS側に「ドリフは半年間だけだ」と宣言している。
この渡辺プロ側の一見居丈高にも思える態度に、TBSでは一時渡辺プロ所属のタレントを今後一切締め出すべきという強硬論が全社内で上がるほど感情的になっていたというが、最終的には当時の編成局長の冷静な判断により番組プロデューサーの居作昌果に対応が任され、この要求を呑んで当番組の制作に同意したことで収束した。なお、当番組の制作には居作をはじめとする『全員集合』のスタッフ全員がほぼそのまま関わっている。
ブッキングした張本人の日本テレビ側が仕掛けやバンドなどで大幅な費用を使うためにドリフのコントを嫌うようになり、結局約束の半年間で『日曜日だョ!ドリフターズ!!』は終了、ドリフは『全員集合』に戻ることになり、当番組はその役割を無事に全うする形で終了した。
他には『シャボン玉ホリデー』で一躍渡辺プロをお茶の間に広めた日本テレビに対する恩返しとして、ドリフを日本テレビに渡したという説もある。
ただし「番組（8時だョ!出発進行）の人気が出ずに視聴率が全然伸びないため終了した」とする説は誤りであり、居作は当番組について「土曜8時という激戦区で、しかも4月から9月というジャイアンツ・ナイターがあるシーズンの6か月間、平均視聴率15%と健闘した」「映画やテレビドラマの主役ばかりをやっていた植木等が、この番組のために汗まみれ・泥まみれになって仕事をしてくれたことに今でも頭が下がる思いがする」と述懐している。

## 番組の構成
オープニング
ハナ肇が観客に向かって「8時だョ!」と叫ぶ。観客が「出発進行!」と叫ぶ。谷啓が汽車の笛を鳴らして登場する。曲は、童謡「汽車」の替え歌である。曲のラストで「ウルトラマンの歌」の「胸〜に付け〜てる♪」の部分の2小節を入れていた。
前半コント
最初、ハナ肇が観客に向かって「オーッス!」と叫ぶなど『全員集合』と似た構成である。大がかりなセットで繰り広げられるコントで、「囚人コント」や「海賊コント」、「団地コント」や「怪獣コント」などがあり、ウルトラマンジャックがゲストで出演したこともある。
植木等のお作法入門
悪ジャリ放談
クレージーのヒットパレード
クレージーのメンバーやゲストの歌手の方々が替え歌（ショートコント）を披露する。
おとなのマンガ
エンディング
「ドンパン節」の替え歌を唄う。なお間奏部では子供の視聴者に向かって、（ハナ）「宿題忘れちゃいけないよ!」（植木）「オシッコして寝ろよ!」（谷）「寝る前に歯ァ磨けよ!」と呼び掛けた（『全員集合』EDでの加藤茶の「頭洗えよ!」「歯ァ磨けよ!」などと同じ）。

## レギュラー出演者
- ハナ肇とクレージーキャッツ
  - ハナ肇
  - 植木等
  - 谷啓
  - 犬塚弘
  - 安田伸
  - 桜井センリ
- 布施明
- 石田ゆり（いしだあゆみの妹）
- ゴールデンハーフ

## ゲスト出演者[3]

### 男性ゲスト
- ザ・ドリフターズ
  - いかりや長介
  - 荒井注
  - 高木ブー
  - 仲本工事
  - 加藤茶
- 森進一
- 坂本九
- 舟木一夫
- 橋幸夫
- にしきのあきら
- ピーター
- 里見洋と一番星
- 田辺一鶴
- なべおさみ
- 野村真樹
- ウルトラマンジャック
- ウルトラ怪獣たち

### 女性ゲスト
- ザ・ピーナッツ（伊藤エミ・伊藤ユミ）
- 梓みちよ
- 中尾ミエ
- 園まり
- いしだあゆみ
- 小柳ルミ子
- 奥村チヨ
- 青江三奈
- 佐良直美
- 藤圭子
- 辺見マリ
- 都はるみ
- 平山三紀
- ピンキーとキラーズ
- 由紀さおり
- 由美かおる
- 渚ゆう子
- 黛ジュン
- 北原ミレイ
- 日吉ミミ
- 安倍律子
- 九重佑三子
- 篠ヒロコ
- 小川知子
- 小山ルミ
- ザ・シュークリーム

## ネット局
系列は当時の系列。
| 放送対象地域 | 放送局       | 系列    | 備考                                         |
| ------------ | ------------ | ------- | -------------------------------------------- |
| 関東広域圏   | 東京放送     | TBS系列 | 制作局 現：TBSテレビ                         |
| 北海道       | 北海道放送   | TBS系列 |                                              |
| 岩手県       | 岩手放送     | TBS系列 | 現：IBC岩手放送                              |
| 宮城県       | 東北放送     | TBS系列 |                                              |
| 山梨県       | テレビ山梨   | TBS系列 |                                              |
| 長野県       | 信越放送     | TBS系列 |                                              |
| 新潟県       | 新潟放送     | TBS系列 |                                              |
| 静岡県       | 静岡放送     | TBS系列 |                                              |
| 中京広域圏   | 中部日本放送 | TBS系列 | 現：CBCテレビ                                |
| 石川県       | 北陸放送     | TBS系列 |                                              |
| 近畿広域圏   | 朝日放送     | TBS系列 | 現：朝日放送テレビ（テレビ朝日系列）         |
| 岡山県       | 山陽放送     | TBS系列 | 現：RSK山陽放送 当時の放送エリアは岡山県のみ |
| 鳥取県       | 山陰放送     | TBS系列 |                                              |
| 広島県       | 中国放送     | TBS系列 |                                              |
| 高知県       | テレビ高知   | TBS系列 |                                              |
| 福岡県       | RKB毎日放送  | TBS系列 |                                              |
| 熊本県       | 熊本放送     | TBS系列 |                                              |
| 大分県       | 大分放送     | TBS系列 |                                              |
| 宮崎県       | 宮崎放送     | TBS系列 |                                              |
| 鹿児島県     | 南日本放送   | TBS系列 |                                              |
| 琉球政府     | 琉球放送     | TBS系列 |                                              |